# Sarcophaga boops
Sarcophaga boops är en tvåvingeart som först beskrevs av Thomson 1869.  Sarcophaga boops ingår i släktet Sarcophaga och familjen köttflugor. Inga underarter finns listade i Catalogue of Life.